# Arthur Rowley
Arthur Rowley (Liverpool, 9 de mayo de 1933-Aintree, 18 de febrero de 2014) fue un jugador de fútbol británico que jugaba en la demarcación de delantero.

## Biografía
Arthur Rowley se formó en el Florence Melly Boys Club, antes de fichar en 1951 por el Liverpool FC en sus categorías inferiores, marcando 15 goles en 77 partidos jugados. Finalmente un año después, Rowley subió al primer equipo. Hizo su debut contra el Preston North End FC en agosto de 1952 en un partido que finalizó 1-1 junto a Bob Paisley y Billy Liddell.
Portó el dorsal número 10 hasta el último partido que jugó con el club, siendo en abril de 1953 contra el Manchester United FC. Al año siguiente Rowley fichó por el Wrexham FC por 1.600 libras. Marcó un total de nueve goles en 62 partidos. Además consiguió ganar la Copa de Gales en 1957. Tras tres temporadas fue traspasado al Crewe Alexandra FC. Finalmente también jugó para el Tranmere Rovers FC, Burscough FC y para el Chorley FC, club en el que se retiró en 1965 a los 32 años de edad.
Arthur Rowley falleció el 18 de febrero de 2014 en Aintree a los 80 años de edad.

## Clubes
| Club               | País       | Año         | Partidos | Goles |
| ------------------ | ---------- | ----------- | -------- | ----- |
| Liverpool FC       | Inglaterra | 1952 - 1953 | 11       | 0     |
| Wrexham FC         | Gales      | 1953 - 1957 | 62       | 9     |
| Crewe Alexandra FC | Inglaterra | 1957 - 1958 | 32       | 8     |
| Tranmere Rovers FC | Inglaterra | 1958 - 1959 | ¿?       | ¿?    |
| Burscough FC       | Inglaterra | 1959 - 1961 | ¿?       | ¿?    |
| Chorley FC         | Inglaterra | 1961 - 1965 | ¿?       | ¿?    |

## Palmarés

### Campeonatos nacionales
| Título        | Club       | País  | Año  |
| ------------- | ---------- | ----- | ---- |
| Copa de Gales | Wrexham FC | Gales | 1957 |